# 수라시

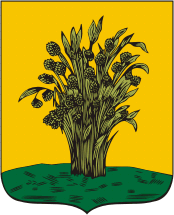
시 문장

수라시(러시아어: Сураж)는 러시아 브랸스크주 서부에 위치한 도시로, 인구는 12,046명(2002년 기준)이다. 소지강의 지류인 이푸트 강과 접하며 브랸스크(브랸스크 주의 주도)에서 남서쪽으로 177km 정도 떨어진 곳에 위치한다.
17세기 수라지치(Суражичи)라는 마을이 신설되었고 나중에 슬로보다로 승격된다. 1781년 시 승격과 함께 수라시나이푸티(Сураж-на-Ипути)라는 이름으로 변경되었으며 1797년 수라시라는 이름으로 변경되어 오늘에 이른다.